# Nymphon grus
Nymphon grus är en havsspindelart som beskrevs av Stock, J.H. 1991. Nymphon grus ingår i släktet Nymphon och familjen Nymphonidae. Inga underarter finns listade i Catalogue of Life.